# Arborn

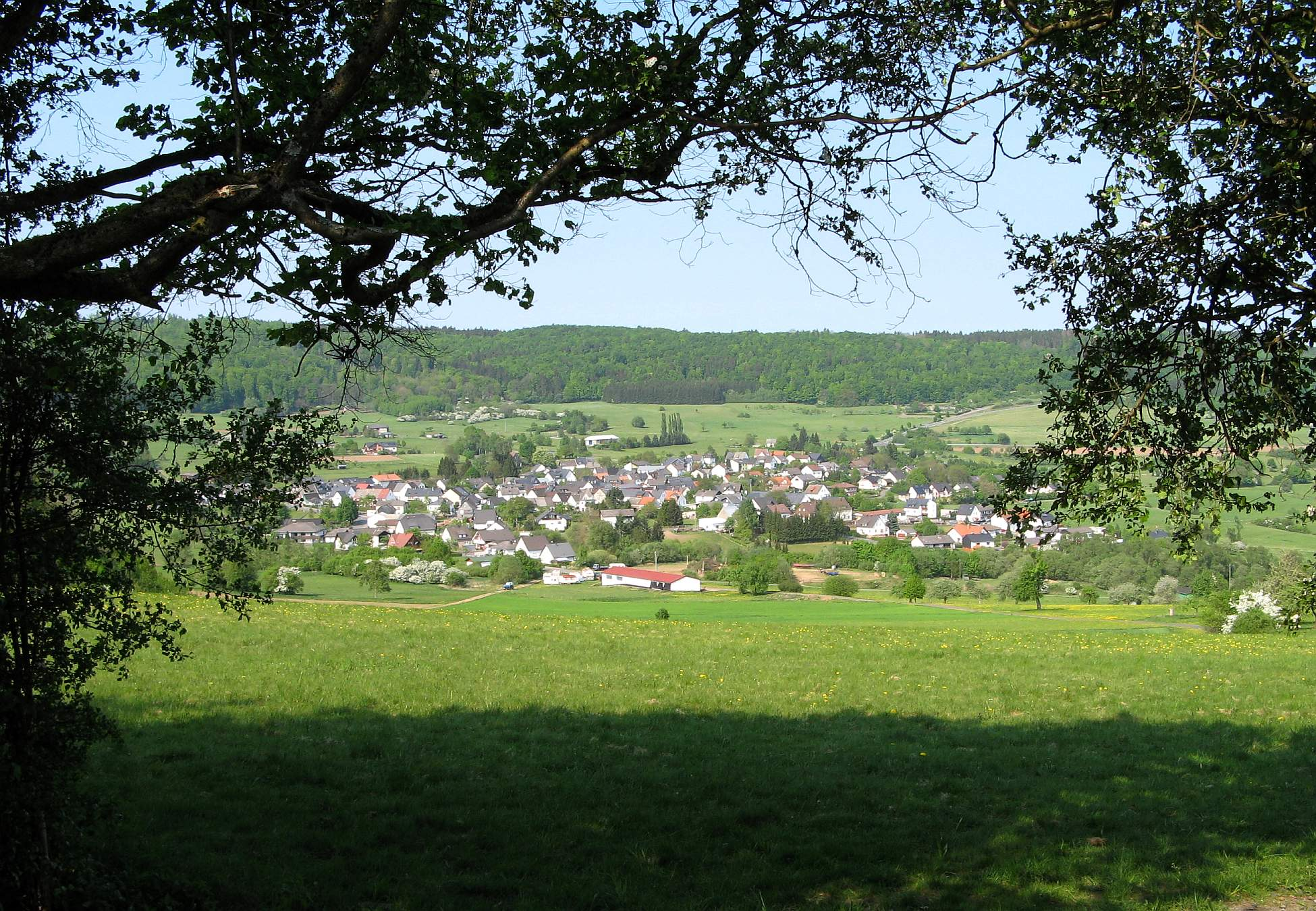
Vedere a localităţii Arborn

Arborn din anul 1977 face parte din comuna Greifenstein distrtictul Lahn-Dill, Hessa, Germania. Localitatea este amintită în anul 1391 într-un document istoric al episcopului Eckhard von Dersch din Worms, în care se menționează că localnicii datorează episcopatului 90 de cașcavaluri.
In prezent localitatea are un număr de 583 locuitori (2013), fiind situată la o altitudine de 608 în Westerwald.